# دی‌الکتریک گیت
دی‌الکتریک گیت، دی‌الکتریک استفاده‌شده بین گیت و زیرلایه یک ترانزیستور اثرمیدانی (مانند ماسفت) است. در فرایندهای پیشرفته، دی‌الکتریک گیت تحت محدودیت‌های بسیاری قرار دارد، از جمله:
- رابط تمیز الکتریکی به زیرلایه (تراکم کم حالت‌های کوانتومی برای الکترون‌ها)
- ظرفیت بالا، برای افزایش هدایت انتقالی فت
- ضخامت بالا، برای جلوگیری از شکست دی‌الکتریک و نشت توسط تونل‌زنی کوانتومی.

محدودیت‌های ظرفیت و ضخامت تقریباً مستقیماً با یکدیگر در تضادند. برای فت‌هایی با زیرلایه سیلیکون، دی‌الکتریک گیت تقریباً همیشه سیلیسیم دی‌اکسید است (که به آن «اکسید گیت» می‌گویند)، زیرا اکسید حرارتی رابط بسیار تمیزی دارد. با این حال، صنعت نیم‌رسانا علاقه‌مند به یافتن مواد جایگزین با ثابت‌های دی‌الکتریک بالاتر است که اجازه می‌دهد ظرفیت بیشتری با همان ضخامت داشته باشید.

## پیشینه
اولین دی‌الکتریک گیت مورد استفاده در ترانزیستور اثر میدانی سیلیسیم دی‌اکسید (SiO2) بود. سیلیکون و فرایند غیرفعال‌سازی سطح دی‌اکسید توسط مهندس مصری محمد ام عطاالله در اواخر دهه ۱۹۵۰ در آزمایشگاه‌های بل توسعه داده شد و سپس در اولین ماسفت‌ها (ترانزیستورهای اثرمیدانی فلز-اکسید-نیم‌رسانا) استفاده شد. دی‌اکسید سیلیکون همچنان دی‌الکتریک استاندارد گیت در فناوری ماسفت است.